# Agora israelense
O agora (אגורה, plural אגורות, agorot) é uma subdivisão da moeda de Israel. A moeda israelense - o Novo sheqel israelense (NIS) - é dividida em 100 agorot.
O nome agora refere-se na verdade a três diferentes tipos de moedas utilizadas em Israel durante sua história, sendo todas elas subdivisões da moeda principal.
O nome foi utilizado pela primeira vez em 1960, quando o governo israelense decidiu alterar a subdivisão da lira israelense (ou libra israelense) de 1000 prutot para 100 agorot. O nome foi sugerido pela Academia da Língua Hebraica, e foi emprestada da Bíbla,«Também todo aquele que ficar de resto da tua casa virá a inclinar-se diante dele por uma moeda de prata...» (1 Samuel 2:36), onde o termo "moeda de prata" ou "peça de prata" aparece em hebraico como "agorat kessef".
Em 1980 a lira israelense foi abolida e substituída pelo shekel a razão de 10 libra para 1. A nova subdivisão do shekel foi nomeado agora ħadasha ("novo agora"). Havia 100 agorot novos em 1 sheqel. A alta taxa de inflação em Israel no começo da década de 1980 forçou o governo israelense a aulterá-la novamente em 1985. O novo shekel israelense foi introduzido à razão de 1000 S por 1 NS. O nome agora foi utilizado novamente como subdivisão da moeda. Nesse ponto, o termo "novo" foi removido, de forma a evitar confusões com a antiga subdivisão.
Atualmente, o termo agora refere-se a 100ª parte do shekel novo. Há moedas de 5, 10 e 50 agorot, embora a moeda de 50 venha cunhada com a inscrição: "1/2 shekel novo".
A moeda de 1 agora esteve em uso até 1 de abril de 1991, quando o Banco de Israel decidiu retirá-la de circulação, porque os custos da produção da moeda excediam consideravelmente o valor da moeda.